# Helmut Zolles
Helmut Zolles (* 10. März 1943 in Wien; † 22. November 2024) war ein österreichischer Ökonom. Er war als Nachfolger von Harald Langer-Hansel von 1974 bis 1987 (erster) Geschäftsführer des Vereins Österreichische Fremdenverkehrswerbung (ÖFVW). In dieser Funktion arbeitete er mit Josef Staribacher, dem ÖFVW-Obmann und Handelsminister bis 1983, zusammen. (Der österreichische Gesamtstaat, genannt Bund, war damals, vertreten durch das Ministerium, mit 60 Prozent an der ÖFVW beteiligt. Je 20 Prozent trugen die Bundeswirtschaftskammer und die neun Bundesländer gemeinsam.)

## Werdegang
Zolles hatte bis 1967 das Studium als Diplomkaufmann absolviert und promovierte später in Wirtschaftswissenschaften. Zweiter Geschäftsführer der ÖFVW war während seiner Funktionsdauer der bis 1999 in der Österreich-Werbung tätige Frank Kübler, ebenfalls Absolvent eines Wirtschaftsstudiums. Zolles wurde der roten Reichshälfte zugerechnet, Kübler der schwarzen.
Von 1987 an war Zolles Generaldirektor der DDSG, der damals noch staatlichen österreichischen Donau-Dampfschifffahrtsgesellschaft. In seinen späteren Jahren machte sich Zolles als Werbe- und Tourismusberater selbstständig. Zolles war regelmäßiger Kommentator in der Fachzeitung Tourist austria international.
Helmut Zolles starb am 22. November 2024 im Alter von 81 Jahren.

## Werke
- Helmut Zolles, Fritz-Karl Ferner, Robert Müller: Marketingpraxis für den Fremdenverkehr. Orac, Wien 1978 (ÖNB-Katalog)
- detto, 2., aktualisierte Auflage, Wien 1981 (ÖNB-Katalog)
- detto, 3., aktualisierte Auflage, Wien 1989 (ÖNB-Katalog)
- Helmut Zolles, Hans Mikulicz, Fritz-Karl Ferner: Werbekonzeption und Planung der Österreichischen Fremdenverkehrswerbung, Wien 1974 / 1975 (ÖNB-Katalog)
- Neue Aspekte im Tourismus-Marketing Österreichs, Wien 1994 (ÖNB-Katalog)
- Sozialprodukt und Volkseinkommen in vergleichender ökonomischer Analyse, Diplomarbeit, Hochschule für Welthandel, Wien 1967 / 1968 (ÖNB-Katalog)